# West Cameron Township
West Cameron Township ist eine Township im Northumberland County, Pennsylvania in den Vereinigten Staaten. Das U.S. Census Bureau hat bei der Volkszählung 2020 eine Einwohnerzahl von 497 ermittelt.

## Geographie
Nach den Angaben des United States Census Bureaus hat die Township eine Gesamtfläche von 30,7 km², ohne nennenswerte Gewässerflächen. Geographisch begrenzt wird die West Cameron Township im Norden durch den Mahanoy Mountain und im Süden durch den Line Mountain. Die beiden Berge bilden so ein Tal, das vom Mahanoy Creek entwässert wird. Administrativ grenzt die Township (im Uhrzeigersinn) an die Zerbe Township und die Coal Township im Norden, die East Cameron Township im Osten, die Upper Mahhanoy Township und die Washington Township im Süden und die Little Mahanoy Township im Westen.
Die geographischen Koordinaten der Township lauten 40° 45′ N, 76° 37′ W. Es gibt in der Township eine Siedlung, West Cameron. Dabei handelt es sich um ein Straßendorf, das sich im Wesentlichen entlang der Upper Road erstreckt. Diese Straße verbindet Trevorton in der Zerbe Township mit Gown City in der East Cameron Township.

## Demographie
Zum Zeitpunkt des United States Census 2000 bewohnten West Cameron Township 517 Personen. Die Bevölkerungsdichte betrug 16,9 Personen pro km². Es gab 205 Wohneinheiten, durchschnittlich 6,7 pro km². Die Bevölkerung West Cameron Townships bestand zu 100,00 % aus Weißen, 0 % Schwarzen oder African American, 0 % Native American, 0 % Asian, 0 % Pacific Islander, 0 % gaben an, anderen Rassen anzugehören und 0 % nannten zwei oder mehr Rassen. 0,19 % der Bevölkerung erklärten, Hispanos oder Latinos jeglicher Rasse zu sein.
Die Bewohner West Cameron Townships verteilten sich auf 192 Haushalte, von denen in 31,3 % Kinder unter 18 Jahren lebten. 66,7 % der Haushalte stellten Verheiratete, 5,2 % hatten einen weiblichen Haushaltsvorstand ohne Ehemann und 21,9 % bildeten keine Familien. 19,3 % der Haushalte bestanden aus Einzelpersonen und in 9,4 % aller Haushalte lebte jemand im Alter von 65 Jahren oder mehr alleine. Die durchschnittliche Haushaltsgröße betrug 2,69 und die durchschnittliche Familiengröße 3,05 Personen.
Die Bevölkerung verteilte sich auf 23,4 % Minderjährige, 7,9 % 18–24-Jährige, 30,6 % 25–44-Jährige, 24,6 % 45–64-Jährige und 13,5 % im Alter von 65 Jahren oder mehr. Der Median des Alters betrug 39 Jahre. Auf jeweils 100 Frauen entfielen 110,2 Männer. Bei den über 18-Jährigen entfielen auf 100 Frauen 109,5 Männer.
Das mittlere Haushaltseinkommen in West Cameron Township betrug 32.813 US-Dollar und das mittlere Familieneinkommen erreichte die Höhe von 35.62531.250 US-Dollar. Das Durchschnittseinkommen der Männer betrug 35.625 US-Dollar, gegenüber 19.000 US-Dollar bei den Frauen. Das Pro-Kopf-Einkommen belief sich auf 14.563 US-Dollar. 4,7 % der Bevölkerung und 5,7 % der Familien hatten ein Einkommen unterhalb der Armutsgrenze, davon waren 7,5 % der Minderjährigen und 8,4 % der Altersgruppe 65 Jahre und mehr betroffen.